# Исаково (Бежаницкий район)
Исаково — деревня на северо-западе Бежаницкого района Псковской области. Входит в состав сельского поселения Чихачевское.
До 3 июня 2010 года деревня входила в состав ныне упразднённой Ново-Кузнецовской волости.
Расположена на берегу реки Цвенка (приток Уды), в 42 км к северо-западу от райцентра Бежаницы и в 9 км к западу от деревни Ублиска.

## Население
| 2001 | 2002 | 2010 |
| ---- | ---- | ---- |
| 35   | ↘30  | ↘15  |